# Nova Independência
Nova Independência es un municipio brasileño del estado de São Paulo.
Se localiza a una latitud 21º06'14" sur y a una longitud 51º29'24" oeste, estando a una altitud de 316 metros. Su población estimada en 2004 era de 2.098 habitantes.
Posee un área de 265,282 km².

## Clima
El clima de Nova Independência puede ser clasificado como clima tropical de sabana (Aw), de acuerdo con la clasificación climática de Köppen.

## Demografía
Datos del Censo - 2000
Población total: 2.063
- Urbana: 1.504
- Rural: 559
  - Hombres: 1.054
  - Mujeres: 1.009

Densidad demográfica (hab./km²): 7,78
Mortalidad infantil hasta 1 año (por mil): 16,72
Expectativa de vida (años): 70,77
Tasa de fertilidad (hijos por mujer): 2,02
Tasa de alfabetización: 82,04%
Índice de Desarrollo Humano (IDH-M): 0,737
- IDH-M Salario: 0,635
- IDH-M Longevidad: 0,763
- IDH-M Educación: 0,813

(Fuente: IPEADATA)

## Carreteras
- SP-563

## Administración
- Prefecto: José Pedro Toniello (2009/2012)
- Viceprefecto:
- Presidente de la cámara: (2009/2010)

## Religión
El Cristianismo está presente en la ciudad de la siguiente manera:

### Iglesia Católica
La iglesia católica del municipio forma parte de la Diócesis de Araçatuba.

### Iglesia Protestante
En la ciudad están presentes las más diversas creencias evangélicas, principalmente pentecostales, incluidas las Asambleas de Dios de Brasil (la iglesia evangélica más grande del país), Congregación Cristiana, entre otras. Estas denominaciones están creciendo cada vez más en todo Brasil.